# Deirdre (nome)
Deirdre  è un nome proprio di persona inglese e irlandese femminile.

## Varianti
- Inglese: Deidre[1][3], Deidra[1], Deitra[1], Dierdre[3], Deidre[3], Dedra[3]

## Origine e diffusione

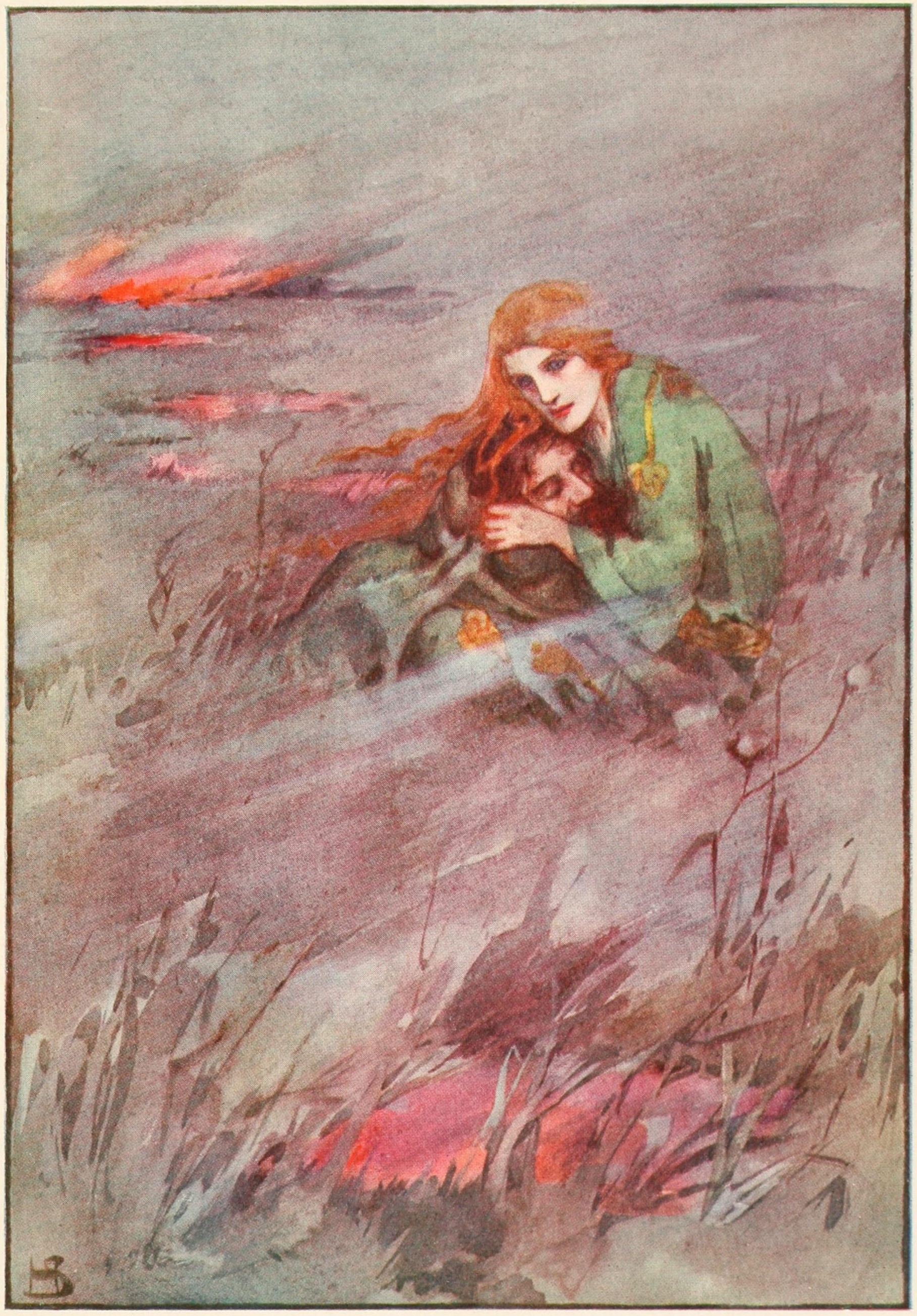
Deirdre in un'illustrazione di Helen Stratton

Deriva dall'antico nome gaelico Derdriu, poi divenuto Deirdri e Deirdre; è portato, nella mitologia celtica, da Deirdre, protagonista di una tragica vicenda insieme al suo amato Naoise.
La sua etimologia e il suo significato sono ignoti, e sono state proposte varie spiegazioni, molte delle quali piuttosto fantasiose; tra le più probabili si possono segnalare:
- Dai termini irlandesi antichi deir ("[egli] dice") e drae ("[il] druido"); questa spiegazione sarebbe coerente con la leggenda di Deirdre, in cui è un druido a predire la sua sventura[2].
- Dai termini irlandesi antichi der ("figlia") e dér ("lacrima")[2]
- Da un termine celtico che significa "donna"[1].

Vi sono alcune prove che il nome fosse già usato nel XII secolo, almeno in Scozia, ma la sua vera e propria entrata in scena nell'onomastica inglese avviene durante il revival celtico degli anni dieci e venti. Parte del successo è dovuto probabilmente anche alle opere ispirate al mito di Deirdre, come le Deirdre di William Butler Yeats e Fiona MacLeod e la Deirdre of the Sorrows di John Millington Synge. Le varianti Dierdre e Deidre sono frutto di moderni errori di scrittura del nome.

## Onomastico
Il nome non è portato da alcuna santa ed è quindi adespota. L'onomastico ricade perciò il 1º novembre, giorno di Ognissanti.

## Persone

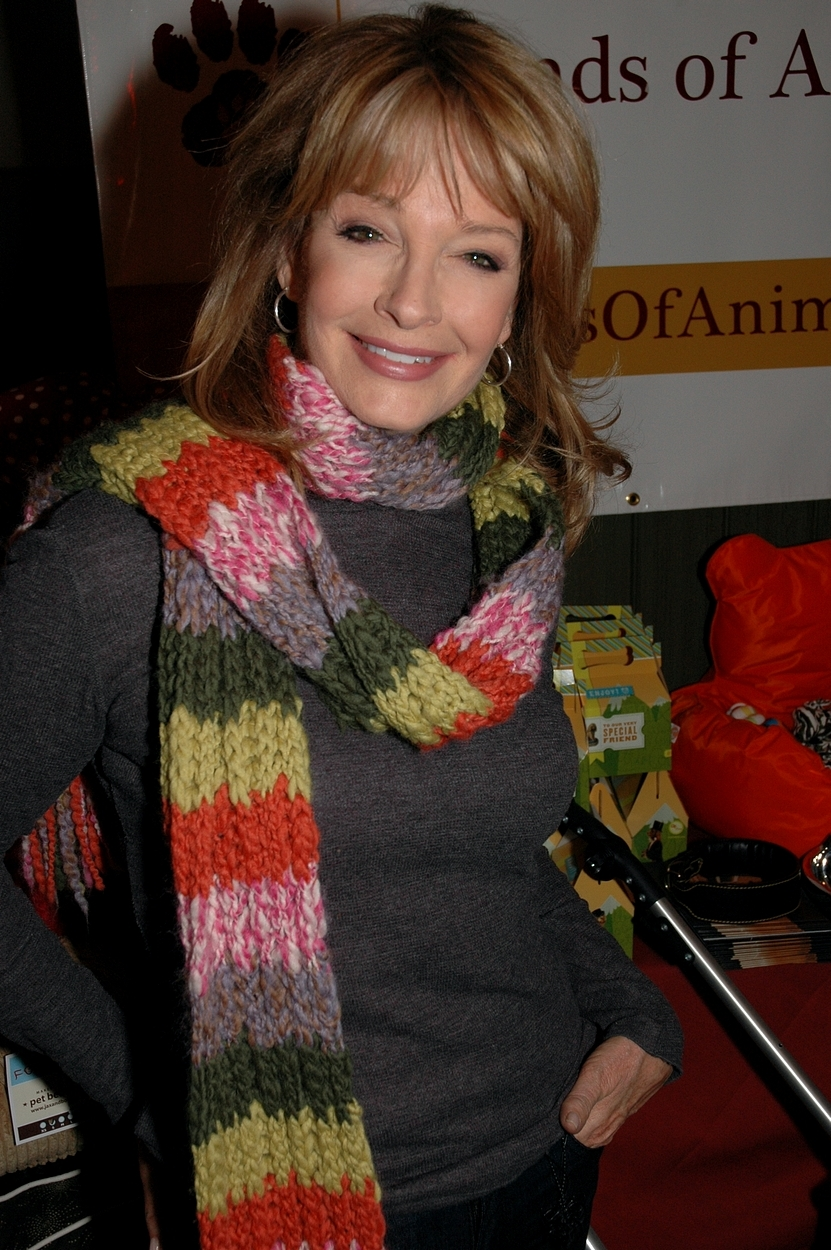
Deidre Hall

- Deirdre Demet Barry, pattinatrice di velocità su ghiaccio e ciclista su strada statunitense
- Deirdre Elaine Cozier, vero nome di Dee D. Jackson, cantante, musicista e produttrice cinematografica britannica

### Variante Deidre
- Deidre Downs, modella statunitense
- Deidre Goodwin, attrice statunitense
- Deidre Hall, attrice statunitense
- Deidre Holland, pornoattrice olandese
- Deidre Morrow, vero nome di Domonique Simone, pornoattrice statunitense

## Il nome nelle arti
- Deidre è un personaggio del film del 1974 La rivolta delle gladiatrici, diretto da Steve Carver e Joe D'Amato
- Deirdre è un personaggio del film del 1980 A donne con gli amici, diretto da Adrian Lyne.
- Deirdre è un personaggio del film del 1988 Ronin, diretto da John Frankenheimer.
- Deirdre è un personaggio del film del 2006 Presagio finale - First Snow, diretto da Mark Fergus.
- Deirdre è un personaggio del film del 2009 Quella sera dorata, diretto da James Ivory.
- Deirdre è un personaggio della serie televisiva Mystic Knights: quattro cavalieri nella leggenda.
- Deidre è un personaggio del fumetto di Federico Memola Rourke.
- Deirdre è un personaggio del romanzo di Edward Rutherfurd I principi d'Irlanda.
- Deirdre Burroughs è un personaggio del film del 2006 Correndo con le forbici in mano, diretto da Ryan Murphy.
- Deirdre Campbell è un personaggio della serie di Indiana Jones.
- Deidre Dennis è un personaggio della serie animata Batman of the Future.
- Deidre Lefever è un personaggio del film del 2000 Faccia a faccia, diretto da Jon Turteltaub.
- Deirdre Mayfair è un personaggio della saga delle Streghe Mayfair, scritta da Anne Rice.
- Deirdre Pewty è un personaggio dello sketch del Monty Python's Flying Circus Il consulente matrimoniale.
- Deidre Taylor è un personaggio della serie televisiva Desperate Housewives.
- Deirdre il girastruzzo è un personaggio dei libri Hollow City - Il ritorno dei ragazzi speciali di Miss Peregrine e La biblioteca delle anime, scritti da Ransom Riggs

## Curiosità
- La LÉ Deirdre (P20) era un pattugliatore della Seirbhís Chabhlaigh na hÉireann, così chiamata in onore del personaggio di Deirdre.